# Ломбардоцци, Доменик
Доменико «Доменик» Ломбардоцци (англ. Domenico "Domenick" Lombardozzi; 25 марта 1976) — американский актёр. Он наиболее известен по ролям Томаса «Герка» Хока в «Прослушке», Доминика в «Красавцах», Рэя Занканелли в «Королях побега» и Ральфа Капоне в «Подпольной империи».

## Фильмография
- Рептилии / Reptile (2022) — детектив Уолли
- Король Талсы / Tulsa King (2022) - Чарльз «Чики» Инверницци
- Ирландец / The Irishman (2019) — Энтони «Жирный Тони» Салерно[англ.]
- Снегоуборщик / Cold Pursuit (2019) — Мустанг
- Подлый Пит / Sneaky Pete (2015—2017) — Абрахам Персикоф
- Роузвуд / Rosewood (2015-) — капитан Хорнсток
- Шпионский мост / Bridge of Spies (2015) — агент Бласко
- Сорвиголова / Daredevil (2015) — Билл Фиск
- Игрок / The Gambler (2014) — Эрни
- Малавита / The Family (2013) — Капуто
- Подпольная империя / Boardwalk Empire (телесериал) (2013—2014) — Ральф Капоне
- Пожарные Чикаго / Chicago Fire — эпизод «A Hell of a Ride» (2013) — Луччи
- Кровные узы / Blood Ties (2013) — Майк
- Короли побега / Breakout Kings (телесериал) — Рэй Занканелли (2011—2012)[1]
- Как знать… / How Do You Know (2010)
- Смертельно скучающий / Bored to Death (2010) — Эрик
- 24 часа / 24 (2010) — Джон Мацони
- Джонни Д. / Public Enemies (2009) — Гилберт Катена
- Закон и порядок: Преступное намерение / Law & Order: Criminal Intent (2009) — Фрэнк Струп
- Полиция Майами. Отдел нравов / Miami Vice (2006) — детектив Стэн Свитек
- Красавцы / Entourage (телесериал) — эпизоды «Dominated» и «Guys and Doll» (2006) и «ReDOMption» (2008) — Дом
- Обратная сторона правды / Freedomland (2006) — Лео Салливан
- Признайте меня виновным / Find Me Guilty (2006) — Джерри Маккуин
- Путь Карлито 2: Восхождение к власти / Carlito’s Way: Rise to Power (2005) — Арти Боттолота-мл.
- Закон и порядок: Суд присяжных / Law & Order: Trial by Jury (телесериал) — эпизод «Blue Wall» (2005) — Джо Петро
- S.W.A.T.: Спецназ города ангелов / S.W.A.T. (2003) — GQ
- Прослушка / The Wire (2002-08, телесериал) — Томас «Герк» Хок
- Телефонная будка / Phone Booth (2002) — Уайатт
- Кейт и Лео / Kate & Leopold (2001)
- Третья смена / Third Watch (телесериал) — эпизод «Childhood Memories» (2001) — детектив Барри Ньюкасл
- Полиция Нью-Йорка / NYPD Blue (телесериал) — эпизод «Johnny Got His Gold» (2001) — Макс Легаци
- Тюрьма Оз / Oz (телесериал) — эпизоды «Obituaries» и «A Cock and Balls Story» (2000) — Ральф Галино
- Ярды / The Yards (2000) — Тодд
- Закон и порядок / Law & Order (телесериал) — эпизод «Ambitious» (1999) — Джейсон Витоне
- Студия 54 / 54 (1998) — Кей
- Бронксская повесть / A Bronx Tale (1993) — Никки Зеро